# Піцур Роман Михайлович
Роман Михайлович Піцур (нар. 7 листопада 1980) — український футболіст, нападник.

## Життєпис
Футбольну кар'єру розпочав у клубі «Газовик» (Комарно), за який дебютував 25 березня 2001 року в програному (0:2) домашньому поєдинку 16-о туру групи А Другої ліги проти львівських «Карпат-2». Роман вийшов на поле на 65-й хвилині, замінивши Петра Стопця. У футболці «Газовика» зіграв 4 матчі в Другій лізі.
Того ж 2001 року перейшов до «Газовика-Скали», за яку дебютував 14 липня 2001 року в нічийному (0:0) домашньому поєдику першого етапу кубку України проти «Цементника-Хорди». Піцур вийшов на поле на 68-й хвилині, замінивши Романа Вільгуцького. У Другій лізі дебютував за стрийський колектив 30 липня 2001 року в програному (0:1) виїзному поєдинку 2-о туру групи А проти дрогобицької «Галичини». Роман вийшов на поле на 64-й хвилині, замінивши Романа Вільгуцького. Дебютним голом за «Газовик-Скалу» відзначився 11 вересня 2001 року на 63-й хвилині переможного (1:0) виїзного поєдинку 8-о туру групи А Другої ліги проти івано-франківської «Чорногори». Піцур вийшов на поле на 62-й хвилині, замінивши Романа Вільгуцького. У грудні 2003 року побував на перегляді у львівських «Карпати», проте стрияни та львів'яни не змогли домовитися про перехід нападника У складі стрийського колективу відіграв 4,5 сезони, за цей час у Другій лізі провів 108 матчів та відзначився 19-а голами, ще 7 матчів (1 гол) зіграв у кубку України.
Весняно-літню частину сезону 2005/06 розпочав у «Кримтеплиці». У футболці нового клубу дебютував 11 березня 2006 року в нічийному (0:0) домашньому поєдинку 18-о туру Першої ліги проти луганської «Зорі». Роман вийшов на поле в стартовому складі, а на 76-й хвилині його замінив Максим Кривовязий. Вперше у складі клубу з молодіжного відзначився 16 червня 2006 року на 45+1-й хвилині нічийного (3:3) домашнього поєдинку 33-о туру Першої ліги проти київської «Оболоні». Роман вийшов на поле в стартовому складі, а на 65-й хвилині його замінив Віталій Саранчуков. Напередодні початку нового сезону уклав повноцінний контракт з кримським клубом. Загалом же в футболці «Кримтеплиці» у Першій лізі зіграв 35 матчів та відзначився 4-а голами, ще 2 поєдинки провів у кубку України.
Весняно-літню частину сезону 2006/07 розпочав у бурштинському «Енергетику», за який дебютував 20 березня 2007 року в переможному (2:0) домашньому поєдинку 22-о туру Першої ліги проти івано-франківського «Спартака». Піцур вийшов на поле в стартовому складі, а на 79-й хвилині його замінив Вадим Гуменюк. У складі клубу з Бурштина того сезону зіграв 12 матчів у Першій лізі. Наступного сезону підписав з «Енергетиком» повноцінний контракт, але на поле в офіційних матчах бурштинського клубу більше не виходив. Навесні 2008 року перейшов до дніпродзержинської «Сталі», за яку дебютував 18 березня 2008 року в програному (0:1) виїзному поєдинку 20-о туру Першої ліги проти «Миколаєва». Роман вийшов на поле в стартовому складі, а на 42-й хвилині його замінив Андрій Скарлош. У складі «Сталі» зіграв 15 матчів у Першій лізі. По завершенні оренди виявився непотрібним ні дніпродзержинській, ні бурштинській командам.
Сезон 2008/09 розпочав у складі «Арсеналу» (Біла Церква), за який дебютував 16 липня 2008 року в переможному (3:1) домашньому поєдинку 1-о попереднього раунду кубку України проти свердловського «Шахтаря». Піцур вийшов на поле в стартовому складі та відіграв увесь матч, а на 15-й хвилині відзначився дебютним голом за нову команду. У Другій лізі дебютував за «Арсенал» 20 липня 2008 року в переможному (2:1) домашньому поєдинку 1-о туру групи А проти МФК «Миколаїв». Роман вийшов на поле в стартовому складі, на 31-й хвилині відзначився голом, а на 54-й хвилині його замінив Сергій Івлєв. У команді відіграв два з половиною сезони, за цей час у чемпіонатах України провів 66 матчів (22 голи), ще 2 матчі (1 гол) зіграв у кубку України.
У 2011 році перейшов до аматорського клубу «Берегвідейк» з чемпіонату Закарпатської області. Того ж сезони разом з командою з Берегового зіграв 3 матчі в кубку України. У 2013 році виступав в іншому закарпатському клубі, ФК «Поляна». З 2014 по 2015 рік виступав у клубах «Кар'єр» зі Старого Самбора та Торчиновичей (чемпіонат Львівської області).
У 2017 році перейшов до клубу Канадської футбольної ліги «Юкрейн Юнайтед». У дебютному сезоні за канадський клуб допоміг «українцям» виграти Другий дивізіон чемпіонату Канади.

## Досягнення
- Друга ліга чемпіонату України
  -  Срібний призер (1): 2008/09 (група А)